# Алтура (Міннесота)
Алтура (англ. Altura) — місто (англ. city) в США, в окрузі Вінона штату Міннесота. Населення — 471 особа (2020).

## Географія
Алтура розташована за координатами 44°3′51″ пн. ш. 91°56′37″ зх. д. / 44.06417° пн. ш. 91.94361° зх. д. (44.064268, -91.943604).  За даними Бюро перепису населення США в 2010 році місто мало площу 7,71 км², уся площа — суходіл.

## Демографія
Згідно з переписом 2010 року, у місті мешкали 493 особи в 180 домогосподарствах у складі 126 родин. Густота населення становила 64 особи/км².  Було 188 помешкань (24/км²).
Расовий склад населення:
| - 96,6 % — білих - 0,4 % — чорних або афроамериканців - 2,2 % — осіб інших рас |

До двох чи більше рас належало 0,8 %. Частка іспаномовних становила 10,3 % від усіх жителів.
За віковим діапазоном населення розподілялося таким чином: 30,2 % — особи молодші 18 років, 57,8 % — особи у віці 18—64 років, 12,0 % — особи у віці 65 років та старші. Медіана віку мешканця становила 33,1 року. На 100 осіб жіночої статі у місті припадало 125,1 чоловіків;  на 100 жінок у віці від 18 років та старших — 129,3 чоловіків також старших 18 років.
Середній дохід на одне домашнє господарство  становив 70 554 долари США (медіана — 63 125), а середній дохід на одну сім'ю — 81 044 долари (медіана — 75 417). За межею бідності перебувало 5,7 % осіб, у тому числі 7,7 % дітей у віці до 18 років та 13,6 % осіб у віці 65 років та старших.
Цивільне працевлаштоване населення становило 259 осіб. Основні галузі зайнятості: освіта, охорона здоров'я та соціальна допомога — 23,9 %, виробництво — 18,1 %, роздрібна торгівля — 12,7 %, сільське господарство, лісництво, риболовля — 7,7 %.